# Goshen (Washington)
Goshen az Amerikai Egyesült Államok északnyugati részén, Washington állam Whatcom megyéjében elhelyezkedő kísértetváros.
Goshen postahivatala 1891 és 1918 között működött.